# Ardisia bampsiana
Ardisia bampsiana är en viveväxtart som beskrevs av A. Taton. Ardisia bampsiana ingår i släktet Ardisia och familjen viveväxter. Inga underarter finns listade i Catalogue of Life.